# Uckermark (navire)
Pour les articles homonymes, voir Uckermark (homonymie).
L’Uckermark est un cargo allemand.

## Historique
Le navire est lancé le 8 mai 1930. Il est construit par les chantiers Blohm & Voss.
Le 20 septembre 1930, le navire effectue son voyage inaugural de Hambourg au Canada avant d’embarquer pour les Indes néerlandaises.
Le 31 août 1939, l’Uckermark arrive à Mogadiscio en raison de la menace de guerre et est temporairement mis hors-service le 30 septembre.
Le 11 février 1941, l’Uckermark quitte le Somaliland italien en direction de la France à cause de la menace d’occupation britannique.
Le 14 février 1941, il est intercepté par des navires de guerre de la Royal Navy. Il coule près de Massawa alors qu’il est remorqué par les Britanniques.

## Caractéristiques
Le navire fait 140,8 m de long, 18,6 de haut et a un tirant d'eau de 8,1 m.
Il est conçu pour le transport d'hydrocarbures.